# Volkswagen Routan
A Routan é uma minivan apresentado pela Volkswagen no Salão de Chicago de 2008. O modelo é fabricado no Canadá pela Chrysler. Routan é muito vendido em Chicago e tem-se tornado um carro clássico da cidade. É uma das minivans mais conhecidas da Volkswagen.